# آب‌انبار مرکزی نوش‌آباد
آب‌انبار مرکزی نوش‌آباد مربوط به دوره قاجار است و در نوش‌آباد، محله توی ده واقع شده و این اثر در تاریخ ۲۵ اسفند ۱۳۷۹ با شمارهٔ ثبت ۳۶۲۴ به‌عنوان یکی از آثار ملی ایران به ثبت رسیده است.